# Monumenti distrutti
I francobolli della serie Monumenti distrutti furono la prima emissione originale della Repubblica Sociale Italiana. La serie fa riferimento ai monumenti distrutti italiani dai bombardamenti alleati durante la Seconda guerra mondiale. Tutti i francobolli erano di dimensioni 20 × 24 mm, con l'eccezione dell'espresso che misurava 40 × 24 mm. In tutti i francobolli con un monumento (quindi esclusi i valori da 30, 50 e 75 cent.) era presente la dicitura in latino "HOSTIUM RABIES DIRUIT" (La rabbia dei nemici distrusse).

## 1ª emissione
La prima emissione risale al 5 giugno 1944 realizzata con stampa rotocalcografica.
| Valore             | Colore | Soggetto                                    | Tiratura    |
| ------------------ | ------ | ------------------------------------------- | ----------- |
| 20 c.              | rosa   | Loggia dei Mercanti, Bologna                | sconosciuta |
| 25 c.              | verde  | Basilica di San Lorenzo fuori le mura, Roma | sconosciuta |
| 30 c.              | seppia | Tamburino della GIL                         | sconosciuta |
| 75 c.              | rosso  | Tamburino della GIL                         | sconosciuta |
| 1,25 L. (espresso) | verde  | Duomo di Palermo                            | 20.000.000  |

## 2ª emissione
La seconda emissione venne emessa dall'agosto 1944 al febbraio 1945.
| Valore  | Colore  | Soggetto                                    | Tiratura    |
| ------- | ------- | ------------------------------------------- | ----------- |
| 5 c.    | seppia  | Cattedrale di San Ciriaco, Ancona           | 2.000.000   |
| 10 c.   | seppia  | Abbazia di Montecassino, Cassino            | 2.000.000   |
| 20 c.   | rosso   | Loggia dei Mercanti, Bologna                | sconosciuta |
| 25 c.   | verde   | Basilica di San Lorenzo fuori le mura, Roma | sconosciuta |
| 30 c.   | seppia  | Tamburino della GIL                         | sconosciuta |
| 50 c.   | viola   | Italia repubblicana fascista                | 7.000.000   |
| 75 c.   | rosa    | Tamburino della GIL                         | sconosciuta |
| 1 L.    | viola   | Abbazia di Montecassino, Cassino            | 2.000.000   |
| 1,25 L. | azzurro | Chiesa di Santa Maria delle Grazie, Milano  | 20.000.000  |
| 3 L.    | verde   | Chiesa di Santa Maria delle Grazie, Milano  | 5.000.000   |